# Quarazza
Quarazza is een plaats (frazione) in de Italiaanse gemeente Macugnaga.